# فرودگاه راگا
 فرودگاه راگا (به انگلیسی: Raga Airport) یک فرودگاه همگانی، غیرنظامی است که یک باند فرود سنگفرش دارد. این فرودگاه در کشور سودان جنوبی قرار دارد و در ارتفاع ۵۴۵ متری از سطح دریا واقع شده است.